# 76 Geminorum
76 Geminorum (c Geminorum) é uma estrela na direção da Gemini. Possui uma ascensão reta de 07h 44m 06.92s e uma declinação de +25° 47′ 03.2″. Sua magnitude aparente é igual a 5.30. Considerando sua distância de 595 anos-luz em relação à Terra, sua magnitude absoluta é igual a −1.01. Pertence à classe espectral K5III.